# 椎野悦朗
椎野 悦朗（しいの えつろう、1911年5月10日 - 1993年4月5日）は、日本の社会運動家。1950年代分裂時の日本共産党で臨時中央指導部議長を務め、のち除名された。

## 経歴
中国遼寧省（当時清国奉天省）撫順市生まれ。本名は武。
筑豊炭鉱出身の労働者であり、当地で労働争議を指導。1932年逮捕され懲役5年。1942年日本共産党に入党。のち逮捕、投獄。
1944年1月、東京・中野の東京予防拘禁所（のち府中に移転）を出所。同所には椎野のほか徳田球一・志賀義雄・西沢隆二・志田重男らも入所、党の獄内細胞がつくられていて、出所時の徳田からの指令は「どんな状勢になるかも知れないが、連絡がとれるようになったら直ちにその任に当たれ」であった。
1945年8月、鹿児島県の鹿屋航空隊にいた椎野は、敗戦の報を聞くとただちに府中の東京予防拘禁所の徳田に面会。同年9月、徳田と志賀の手になるダグラス・マッカーサー元帥あて政治犯即時釈放を求める英語の文書を、横浜のソビエト連邦代表部にもっていき長時間待たされたが受け取られず、連合国軍最高司令官総司令部（GHQ）対敵諜報部のジョン・エマーソン（en:John K. Emmerson）政治顧問に届けた。同年12月、東京・日比谷のGHQ本部に向かって、政治犯釈放を求め「人民解放軍万歳」を叫ぶデモ隊の先頭に立ち音頭をとるなど、獄中の党幹部の釈放に尽力した。1947年の第23回衆議院議員総選挙で福岡4区から日本共産党公認で立候補したが落選した。
1950年1月26日、宮本顕治に代わって党統制委員会議長に就任。GHQによる党中央委員の公職追放（レッドパージ）後、徳田らが地下に潜行、中華人民共和国に渡って「北京機関」を組織すると、国内の党責任者として6月7日、党臨時中央指導部議長に就任、非公然活動を指導。
1951年、不正入出国に関する件で衆議院行政監察特別委員会に証人喚問された。
1958年7月4日、規律違反と腐敗行為を理由に党を除名された。